# Liste der Nummer-eins-Hits in Finnland (2024)
Dies ist eine Liste der Nummer-eins-Hits in Finnland im Jahr 2024. Sie basiert auf den offiziellen Single Top 20 und den Album Top 50, die im Auftrag von Musiikkituottajat, der finnischen Landesgruppe der IFPI, erstellt werden.

## Singles
| ← 2023 ← | Liste der Nummer-eins-Hits in Finnland | Liste der Nummer-eins-Hits in Finnland | Liste der Nummer-eins-Hits in Finnland | 2025 →                    |
| \| Zeitraum \| Wo. ges. \| Interpret \| Titel Autor(en) \| Zusätzliche Informationen \| \| (Zeitraum, Wochen auf Platz eins, Interpret, Titel, Autor[en], zusätzliche Informationen) \| \| \| \| \| \| ----------------------------------------------------------------------------------------- \| -------- \| ---------------------------- \| ---------------------------------------------------------------------------------------------------------------------------------------------------------------------------------------------------- \| ------------------------- \| \| 50. Woche 2024 – 1. Woche 2025 4 Wochen \| 4 \| Ahti feat. Hugo \| Väärään aikaan Musik: Wille Efraim Mannila, Tommi Kaukua, Daniel Wilhelm Okas; Text: Henrik Hugo Viktor Ollas, Ahti Alvar Aleksi Peltonen \| – \| \| 2.–5. Woche 4 Wochen (insgesamt 9) \| 9 \| Mirella \| Timanttei Ilon Maj Katarina Adlercreutz, Kim Ruben Mannila, Emma Susanna Johansson, Mirella Linéa Olivia Roininen \| – \| \| 6. Woche 1 Woche \| 1 \| Ege Zulu feat. Behm \| Tunnista tuntiin Rita Marketta Behm, Saleh Masaadi, Eugene Dieubeni Mokulu, Kyösti Anton Salokorpi \| – \| \| 7.–8. Woche 2 Wochen \| 2 \| Käärijä feat. Erika Vikman \| Ruoska Aleksi Juhani Nurmi, Jere Mikael Pöyhönen, Johannes Eetu Eemeli Naukkarinen, Jukka Tapani Sorsa, Sonny Kylä-Liuhala \| – \| \| 9. Woche 1 Woche \| 1 \| Pilvi Hämäläinen \| Mon chéri Elias Koskimies, Leo Kristian Salminen \| – \| \| 10.–11. Woche 2 Wochen (insgesamt 9) \| 9 \| Mirella \| Timanttei Ilon Maj Katarina Adlercreutz, Kim Ruben Mannila, Emma Susanna Johansson, Mirella Linéa Olivia Roininen \| – \| \| 12.–13. Woche 2 Wochen \| 2 \| Mirella \| Uuteen eiliseen Aleksanteri Hulkko, Henri Piispanen, Jukka Aleks Jahnukainen, Mirella Linéa Olivia Roininen \| – \| \| 14.–15. Woche 2 Wochen (insgesamt 9) \| 9 \| Mirella \| Timanttei Ilon Maj Katarina Adlercreutz, Kim Ruben Mannila, Emma Susanna Johansson, Mirella Linéa Olivia Roininen \| – \| \| 16. Woche 1 Woche \| 1 \| Olga \| Uus bitch Alma-Sofia Miettinen, Ilmari Turunen, Olga Heikkala \| – \| \| 17. Woche 1 Woche (insgesamt 9) \| 9 \| Mirella \| Timanttei Ilon Maj Katarina Adlercreutz, Kim Ruben Mannila, Emma Susanna Johansson, Mirella Linéa Olivia Roininen \| – \| \| 18.–20. Woche 3 Wochen \| 3 \| JVG \| Rallikansa Sara Maria Forsberg, Lauri Tapio Halavaara, Antti Riihimäki, Joonas Kristian Keronen, Teemu William Brunila, Aleksi Vilhelm Asiala, Ville-Petteri Galle, Jare Joakim Brand, Ville Saksela \| – \| \| 21.–22. Woche 2 Wochen \| 2 \| Sara Siipola feat. Sexmane \| Juostaan Emmi Janina Hakala, Kaisa Korhonen, Edward Maximilian Sene, Mikko Valtteri Koivunen, Sara Maria Tuulikki Siipola \| – \| \| 23.–33. Woche 11 Wochen \| 11 \| Mirella feat. Lauri Haav \| Luotathan Mirella Linéa Olivia Roininen, Aleksanteri Hulkko, Senni-Maaria Miriam Rantanen, Lauri Haavisto, Aaro Oskari Virkkala \| – \| \| 34.–35. Woche 2 Wochen \| 2 \| Averagekidluke feat. Turisti \| Vitun hyvin Lucas Samuel Elliott Kihlman, Kim Ruben Mannila, Harlova Makungila Vukulu \| – \| \| 36.–38. Woche 3 Wochen \| 3 \| Mirella \| Löytää mut Kim Ruben Mannila, Mirella Linéa Olivia Roininen, Senni-Maaria Miriam Rantanen \| – \| \| 39.–44. Woche 6 Wochen \| 6 \| Turisti \| Taikuri Arttu Jaakko Viljami Istala, Iiro Samuli Paakkari, Harlova Makungila Vukulu \| – \| \| 45.–46. Woche 2 Wochen \| 2 \| Ibe \| Marraskuu Ilmari Johannes Kärki, Saleh Masaadi \| – \| \| 47.–51. Woche 5 Wochen (insgesamt 6) \| 6 \| Averagekidluke \| Diva Lucas Samuel Elliott Kihlman, Wille Efraim Mannila \| – \| \| 52. Woche 1 Woche (insgesamt 2) \| 2 \| Wham! \| Last Christmas George Michael \| – \| |                                        |                                        | |                           |
| ← 2023 |                                        |                                        | | → 2025 →                  |
| Zeitraum | Wo. ges.                               | Interpret                              | Titel Autor(en) | Zusätzliche Informationen |
| (Zeitraum, Wochen auf Platz eins, Interpret, Titel, Autor[en], zusätzliche Informationen) |                                        |                                        | |                           |
| 50. Woche 2024 – 1. Woche 2025 4 Wochen | 4                                      | Ahti feat. Hugo                        | Väärään aikaan Musik: Wille Efraim Mannila, Tommi Kaukua, Daniel Wilhelm Okas; Text: Henrik Hugo Viktor Ollas, Ahti Alvar Aleksi Peltonen                                                            | –                         |
| 2.–5. Woche 4 Wochen (insgesamt 9) | 9                                      | Mirella                                | Timanttei Ilon Maj Katarina Adlercreutz, Kim Ruben Mannila, Emma Susanna Johansson, Mirella Linéa Olivia Roininen                                                                                    | –                         |
| 6. Woche 1 Woche | 1                                      | Ege Zulu feat. Behm                    | Tunnista tuntiin Rita Marketta Behm, Saleh Masaadi, Eugene Dieubeni Mokulu, Kyösti Anton Salokorpi                                                                                                   | –                         |
| 7.–8. Woche 2 Wochen | 2                                      | Käärijä feat. Erika Vikman             | Ruoska Aleksi Juhani Nurmi, Jere Mikael Pöyhönen, Johannes Eetu Eemeli Naukkarinen, Jukka Tapani Sorsa, Sonny Kylä-Liuhala                                                                           | –                         |
| 9. Woche 1 Woche | 1                                      | Pilvi Hämäläinen                       | Mon chéri Elias Koskimies, Leo Kristian Salminen | –                         |
| 10.–11. Woche 2 Wochen (insgesamt 9) | 9                                      | Mirella                                | Timanttei Ilon Maj Katarina Adlercreutz, Kim Ruben Mannila, Emma Susanna Johansson, Mirella Linéa Olivia Roininen                                                                                    | –                         |
| 12.–13. Woche 2 Wochen | 2                                      | Mirella                                | Uuteen eiliseen Aleksanteri Hulkko, Henri Piispanen, Jukka Aleks Jahnukainen, Mirella Linéa Olivia Roininen                                                                                          | –                         |
| 14.–15. Woche 2 Wochen (insgesamt 9) | 9                                      | Mirella                                | Timanttei Ilon Maj Katarina Adlercreutz, Kim Ruben Mannila, Emma Susanna Johansson, Mirella Linéa Olivia Roininen                                                                                    | –                         |
| 16. Woche 1 Woche | 1                                      | Olga                                   | Uus bitch Alma-Sofia Miettinen, Ilmari Turunen, Olga Heikkala | –                         |
| 17. Woche 1 Woche (insgesamt 9) | 9                                      | Mirella                                | Timanttei Ilon Maj Katarina Adlercreutz, Kim Ruben Mannila, Emma Susanna Johansson, Mirella Linéa Olivia Roininen                                                                                    | –                         |
| 18.–20. Woche 3 Wochen | 3                                      | JVG                                    | Rallikansa Sara Maria Forsberg, Lauri Tapio Halavaara, Antti Riihimäki, Joonas Kristian Keronen, Teemu William Brunila, Aleksi Vilhelm Asiala, Ville-Petteri Galle, Jare Joakim Brand, Ville Saksela | –                         |
| 21.–22. Woche 2 Wochen | 2                                      | Sara Siipola feat. Sexmane             | Juostaan Emmi Janina Hakala, Kaisa Korhonen, Edward Maximilian Sene, Mikko Valtteri Koivunen, Sara Maria Tuulikki Siipola                                                                            | –                         |
| 23.–33. Woche 11 Wochen | 11                                     | Mirella feat. Lauri Haav               | Luotathan Mirella Linéa Olivia Roininen, Aleksanteri Hulkko, Senni-Maaria Miriam Rantanen, Lauri Haavisto, Aaro Oskari Virkkala                                                                      | –                         |
| 34.–35. Woche 2 Wochen | 2                                      | Averagekidluke feat. Turisti           | Vitun hyvin Lucas Samuel Elliott Kihlman, Kim Ruben Mannila, Harlova Makungila Vukulu | –                         |
| 36.–38. Woche 3 Wochen | 3                                      | Mirella                                | Löytää mut Kim Ruben Mannila, Mirella Linéa Olivia Roininen, Senni-Maaria Miriam Rantanen | –                         |
| 39.–44. Woche 6 Wochen | 6                                      | Turisti                                | Taikuri Arttu Jaakko Viljami Istala, Iiro Samuli Paakkari, Harlova Makungila Vukulu | –                         |
| 45.–46. Woche 2 Wochen | 2                                      | Ibe                                    | Marraskuu Ilmari Johannes Kärki, Saleh Masaadi | –                         |
| 47.–51. Woche 5 Wochen (insgesamt 6) | 6                                      | Averagekidluke                         | Diva Lucas Samuel Elliott Kihlman, Wille Efraim Mannila | –                         |
| 52. Woche 1 Woche (insgesamt 2) | 2                                      | Wham!                                  | Last Christmas George Michael | –                         |

## Alben
| ← 2023 ← | Liste der Nummer-eins-Hits in Finnland | Liste der Nummer-eins-Hits in Finnland | Liste der Nummer-eins-Hits in Finnland  | 2025 →                    |
| \| Zeitraum \| Wo. ges. \| Interpret \| Titel \| Zusätzliche Informationen \| \| (Zeitraum, Wochen auf Platz eins, Interpret, Titel, zusätzliche Informationen) \| \| \| \| \| \| ------------------------------------------------------------------------------ \| -------- \| -------------------------- \| --------------------------------------- \| ------------------------- \| \| 1. Woche 1 Woche (insgesamt 6) \| 6 \| Ibe \| Räppäri \| – \| \| 2.–6. Woche 5 Wochen (insgesamt 6) \| 6 \| Pehmoaino \| Soittorasia \| – \| \| 7. Woche 1 Woche \| 1 \| Kanye West & Ty Dolla Sign \| Vultures 1 \| – \| \| 8.–9. Woche 2 Wochen (insgesamt 20) \| 20 \| Kuumaa \| Hyvikset ja pahikset \| – \| \| 10. Woche 1 Woche \| 1 \| Blind Channel \| Exit Emotions \| – \| \| 11. Woche 1 Woche \| 1 \| Judas Priest \| Invincible Shield \| – \| \| 12. Woche 1 Woche \| 1 \| Kingston Wall \| III Tri-Logy (2024 Mix) \| – \| \| 13. Woche 1 Woche \| 1 \| Suvi Teräsniska \| Seuraavassa elämässä \| – \| \| 14. Woche 1 Woche (insgesamt 20) \| 20 \| Kuumaa \| Hyvikset ja pahikset \| – \| \| 15. Woche 1 Woche (insgesamt 6) \| 6 \| Pehmoaino \| Soittorasia \| – \| \| 16. Woche 1 Woche (insgesamt 20) \| 20 \| Kuumaa \| Hyvikset ja pahikset \| – \| \| 17.–20. Woche 4 Wochen (insgesamt 11) \| 11 \| Kuumaa \| Pisara meressä \| – \| \| 21.–23. Woche 3 Wochen (insgesamt 5) \| 5 \| Billie Eilish \| Hit Me Hard and Soft \| – \| \| 24. Woche 1 Woche (insgesamt 11) \| 11 \| Kuumaa \| Pisara meressä \| – \| \| 25. Woche 1 Woche (insgesamt 5) \| 5 \| Billie Eilish \| Hit Me Hard and Soft \| – \| \| 26.–28. Woche 3 Wochen (insgesamt 11) \| 11 \| Kuumaa \| Pisara meressä \| – \| \| 29. Woche 1 Woche \| 1 \| Eminem \| The Death of Slim Shady (Coup de Grâce) \| – \| \| 30.–32. Woche 3 Wochen (insgesamt 11) \| 11 \| Kuumaa \| Pisara meressä \| – \| \| 33. Woche 1 Woche (insgesamt 5) \| 5 \| Billie Eilish \| Hit Me Hard and Soft \| – \| \| 34. Woche 1 Woche \| 1 \| Pate Mustajärvi \| Pelkkää patee \| – \| \| 35. Woche 1 Woche \| 1 \| Sabrina Carpenter \| Short n’ Sweet \| – \| \| 36. Woche 1 Woche \| 1 \| Wintersun \| Time II \| – \| \| 37.–38. Woche 2 Wochen \| 2 \| Averagekidluke \| Yuno \| – \| \| 39.–41. Woche 3 Wochen \| 3 \| Nightwish \| Yesterwynde \| – \| \| 42.–44. Woche 3 Wochen \| 3 \| Turisti \| Roadman \| – \| \| 45.–51. Woche 7 Wochen (insgesamt 11) \| 11 \| Mirella \| Kunpa oisin kertonut \| – \| \| 52. Woche 1 Woche (insgesamt 2) \| 2 \| Suvi Teräsniska \| Tulkoon joulu \| – \| |                                        |                                        |                                         |                           |
| ← 2023 |                                        |                                        |                                         | → 2025 →                  |
| Zeitraum | Wo. ges.                               | Interpret                              | Titel                                   | Zusätzliche Informationen |
| (Zeitraum, Wochen auf Platz eins, Interpret, Titel, zusätzliche Informationen) |                                        |                                        |                                         |                           |
| 1. Woche 1 Woche (insgesamt 6) | 6                                      | Ibe                                    | Räppäri                                 | –                         |
| 2.–6. Woche 5 Wochen (insgesamt 6) | 6                                      | Pehmoaino                              | Soittorasia                             | –                         |
| 7. Woche 1 Woche | 1                                      | Kanye West & Ty Dolla Sign             | Vultures 1                              | –                         |
| 8.–9. Woche 2 Wochen (insgesamt 20) | 20                                     | Kuumaa                                 | Hyvikset ja pahikset                    | –                         |
| 10. Woche 1 Woche | 1                                      | Blind Channel                          | Exit Emotions                           | –                         |
| 11. Woche 1 Woche | 1                                      | Judas Priest                           | Invincible Shield                       | –                         |
| 12. Woche 1 Woche | 1                                      | Kingston Wall                          | III Tri-Logy (2024 Mix)                 | –                         |
| 13. Woche 1 Woche | 1                                      | Suvi Teräsniska                        | Seuraavassa elämässä                    | –                         |
| 14. Woche 1 Woche (insgesamt 20) | 20                                     | Kuumaa                                 | Hyvikset ja pahikset                    | –                         |
| 15. Woche 1 Woche (insgesamt 6) | 6                                      | Pehmoaino                              | Soittorasia                             | –                         |
| 16. Woche 1 Woche (insgesamt 20) | 20                                     | Kuumaa                                 | Hyvikset ja pahikset                    | –                         |
| 17.–20. Woche 4 Wochen (insgesamt 11) | 11                                     | Kuumaa                                 | Pisara meressä                          | –                         |
| 21.–23. Woche 3 Wochen (insgesamt 5) | 5                                      | Billie Eilish                          | Hit Me Hard and Soft                    | –                         |
| 24. Woche 1 Woche (insgesamt 11) | 11                                     | Kuumaa                                 | Pisara meressä                          | –                         |
| 25. Woche 1 Woche (insgesamt 5) | 5                                      | Billie Eilish                          | Hit Me Hard and Soft                    | –                         |
| 26.–28. Woche 3 Wochen (insgesamt 11) | 11                                     | Kuumaa                                 | Pisara meressä                          | –                         |
| 29. Woche 1 Woche | 1                                      | Eminem                                 | The Death of Slim Shady (Coup de Grâce) | –                         |
| 30.–32. Woche 3 Wochen (insgesamt 11) | 11                                     | Kuumaa                                 | Pisara meressä                          | –                         |
| 33. Woche 1 Woche (insgesamt 5) | 5                                      | Billie Eilish                          | Hit Me Hard and Soft                    | –                         |
| 34. Woche 1 Woche | 1                                      | Pate Mustajärvi                        | Pelkkää patee                           | –                         |
| 35. Woche 1 Woche | 1                                      | Sabrina Carpenter                      | Short n’ Sweet                          | –                         |
| 36. Woche 1 Woche | 1                                      | Wintersun                              | Time II                                 | –                         |
| 37.–38. Woche 2 Wochen | 2                                      | Averagekidluke                         | Yuno                                    | –                         |
| 39.–41. Woche 3 Wochen | 3                                      | Nightwish                              | Yesterwynde                             | –                         |
| 42.–44. Woche 3 Wochen | 3                                      | Turisti                                | Roadman                                 | –                         |
| 45.–51. Woche 7 Wochen (insgesamt 11) | 11                                     | Mirella                                | Kunpa oisin kertonut                    | –                         |
| 52. Woche 1 Woche (insgesamt 2) | 2                                      | Suvi Teräsniska                        | Tulkoon joulu                           | –                         |